# Eleições estaduais na Paraíba em 1965
As eleições estaduais na Paraíba em 1965 ocorreram em 3 de outubro como parte das eleições gerais em onze estados cujos governadores exerciam cinco anos de mandato, embora o pleito em Alagoas tenha sido anulado por razões legais. No presente caso foram eleitos o governador João Agripino e o vice-governador Severino Cabral.
Nascido em Brejo do Cruz, o advogado João Agripino formou-se em 1937 na Universidade Federal de Pernambuco e ainda estudante foi procurador em sua cidade natal e promotor de justiça adjunto. Durante o Estado Novo dedicou-se tão somente à advocacia até que o enfraquecimento do regime levou à criação de novos partidos políticos e assim João Agripino ingressou na UDN e foi escolhido presidente do diretório paraibano. Eleito deputado federal em 1945, 1950, 1954 e 1958, foi signatário da Constituição de 1946 e ministro das Minas e Energia durante o governo Jânio Quadros. Eleito senador em 1962, renunciou ao mandato em prol do suplente a fim de assumir o governo da Paraíba após a vitória nas eleições de 1965.
Inicialmente a coligação que elegeu João Agripino escolheu Sílvio Porto como vice-governador, todavia o PDC o substituiu por Severino Cabral, que se elegera prefeito de Campina Grande em 1959. Empresário nascido em Umbuzeiro, foi eleito vice-governador mas teve o mandato cassado pelo Tribunal Superior Eleitoral sete meses após assumir sob a alegação de que não se afastara em tempo hábil do cargo que ocupava no Banco Auxiliar do Povo. Por questão constitucional a substituição do governador ocorria através de Clóvis Cavalcanti, presidente da Assembleia Legislativa da Paraíba. Entretanto como este queria disputar as eleições de 1970, os deputados estaduais elegeram o economista Antônio Juarez Farias para vice-governador de modo a completar o período institucional em vigência.
Para que pudesse assumir o governo estadual João Agripino renunciou ao seu mandato de senador e nisso foi efetivado Domício Gondim Barreto. Sobrinho do político Pedro Gondim, o novo senador nasceu em Areia e formou-se engenheiro civil pela New York University e administrador de voo pelo Spartan College of Aeronautics and Technology em Tulsa, Oklahoma. Passou grande parte da vida entre as cidades de Niterói e Rio de Janeiro onde estava a sede da Companhia Mercantil e Industrial Ingá, empresa de sua propriedade. Sua estreia política aconteceu em 1958, ano em que foi eleito suplente de deputado federal pelo PSD da Paraíba. Convocado a exercer o mandato, foi eleito suplente de senador em 1962 quando já havia mudado de partido e a partir de 1966 assumiria o mandato efetivo após a renúncia do titular.

## Resultado da eleição para governador
Conforme o Tribunal Superior Eleitoral houve 334.497 votos nominais, 4.110 votos em branco (1,19%) e 6.390 votos nulos (1,85%), resultando no comparecimento de 344.997 eleitores.
| Candidatos a governador do estado | Candidatos a vice-governador | Número | Coligação     | Votação | Percentual |
| --------------------------------- | ---------------------------- | ------ | ------------- | ------- | ---------- |
| João Agripino UDN                 | Severino Cabral PDC          | -      | UDN, PDC      | 168.712 | 50,44%     |
| Rui Carneiro PSD                  | Argemiro de Figueiredo PTB   | -      | PSD, PTB, PSB | 165.785 | 49,56%     |
| Fontes:                           |                              |        |               |         |            |